# György Mészáros (Kanute)
György Mészáros (* 30. April 1933 in Budapest; † 14. September 2015) war ein ungarischer Kanute. 

## Erfolge
György Mészáros nahm an zwei Olympischen Spielen teil. Bei seinem Olympiadebüt 1960 in Rom startete er unter anderem im Einer-Kajak mit der 4-mal-500-Meter-Staffel und erreichte mit dieser nach Siegen im Vorlauf und dem Halbfinale den Endlauf. Dort mussten sich die Ungarn nach 7:44,02 Minuten Rennzeit lediglich der deutschen Staffel geschlagen geben, sodass Kemecsey neben Imre Szöllősi, András Szente und Imre Kemecsey die Silbermedaille gewann. Mit András Szente trat er zudem im Zweier-Kajak auf der 1000-Meter-Strecke an und zog mit ihm nach Rang zwei im Vorlauf und einem Sieg im Halbfinallauf auch in diesen Endlauf ein. Dort überquerten sie nach 3:34,91 Minuten hinter den siegreichen Schweden Gert Fredriksson und Sven-Olov Sjödelius und vor den Polen Stefan Kapłaniak und Władysław Zieliński als Zweite die Ziellinie und gewannen eine weitere Silbermedaille.
Bei den Olympischen Spielen 1964 in Tokio gehörte er zum ungarischen Aufgebot im Vierer-Kajak über 1000 Meter. Die Mannschaft qualifizierte sich jeweils als Dritter ihres Vorlaufs und Zweiter ihres Halbfinallaufs für den Endlauf, in dem sie als Vierter knapp einen Medaillengewinn verpasste. Sie erreichten 0,7 Sekunden nach den drittplatzierten Rumänen die Ziellinie. Zusammen mit Imre Szöllősi trat er außerdem im Zweier-Kajak über 1000 Meter an und erreichte mit ihm nach Rang zwei im Vorlauf und Rang drei im Halbfinallauf sein viertes olympisches Finale, das die beiden auf dem fünften Platz beendeten.
Mészáros belegte bei den Weltmeisterschaften 1954 in Mâcon im Vierer-Kajak über 10.000 Meter den dritten Platz und wurde im Zweier-Kajak mit István Mészáros auf der 1000-Meter-Strecke Weltmeister. Vier Jahre später sicherte er sich im Vierer-Kajak über 1000 Meter und mit der 4-mal-500-Meter-Staffel jeweils die Silbermedaille. Außerdem wurde er 1971 in Belgrad im Vierer-Kajak auf der 10.000-Meter-Distanz Vizeweltmeister. Mit der Staffel hatte er bereits bei den Europameisterschaften 1957 in Gent Bronze gewonnen. 1959 folgten vier Medaillengewinne bei den Europameisterschaften in Duisburg. Im Zweier-Kajak wurde er mit András Szente jeweils über 500 Meter und über 1000 Meter Europameister, mit der 4-mal-500-Meter-Staffel wurde er Vizeeuropameister und im Einer-Kajak über 500 Meter Dritter. Ebenfalls vier Medaillen sicherte er sich 1961 in Posen. Mit der Staffel gewann er Silber und im Vierer-Kajak über 1000 Meter Bronze. Zusammen mit András Szente belegte er im Zweier-Kajak über 500 Meter den dritten und über 1000 Meter den zweiten Platz. 1965 in Bukarest gewann Mészáros sowohl mit der Staffel als auch mit Szente im Zweier-Kajak auf der 500-Meter-Strecke die Bronzemedaille.
Seine Tochter Erika Mészáros war ebenfalls Kanutin.